# Нада Ицева-Салджиева
Нада Ицева-Салджиева (на македонска литературна норма: Нада Ицева-Салџиева) е югославска спортистка, парашутистка и инструктурка по парашутен спорт.

## Биография
Родена е на 18 декември 1934 година в светиниколското село Павлешенци, тогава в Османската империя, днес в Северна Македония. От 1954 година е членка на аероклуба в Скопие. Скачала е с парашут 1150 пъти. Печели пет пъти шампионата на Югославия: в 1956, 1958, 1959, 1960 и в 1964 година, а като представителка на Югославия участва на Световната адриатическа купа в Тиват (1957 и 1959) и в Порторож (1963), както и на национален трибой в София (1957) и в Букурещ, година по-късно. Ицева-Салджиева поставя няколко абсолютни републикански и държавни рекорда и е обявена за най-добър спортист на Македония в 1956 година.
Умира на 15 септември 2005 година в Скопие.